# Roald Dahl
Roald Dahl (Llandaff, 13 de setembro de 1916 — Oxford, 23 de novembro de 1990) foi um escritor britânico nascido no País de Gales, filho de noruegueses. Atingiu notoriedade na década de 1940 por suas obras para adultos e crianças e tornou-se um dos escritores mais aclamados do mundo. É conhecido principalmente por seus livros infantis, entre os quais figuram A Fantástica Fábrica de Chocolate, Matilda, As Bruxas, O Bom Gigante Amigo e James e o Pêssego Gigante. Várias de suas obras foram adaptadas para o cinema.

## Biografia

### Infância
Roald Dahl nasceu em Llandaff, distrito da cidade de Cardiff, no País de Gales. Filho de pais Noruegueses, Harald Dahl e Sofie Magdalene Hesselberg de Dahl, nasceu em 13 de setembro de 1916. O seu nome, Roald, foi dado em homenagem ao explorador norueguês Roald Amundsen (líder da primeira expedição a chegar ao Polo Sul, considerado herói nacional na Noruega na época).
Em 1920, quando Roald tinha três anos, sua irmã de sete, Astri Dahl, morreu de apendicite. Poucas semanas mais tarde, seu pai Harald também morreu, vítima de uma pneumonia, aos cinquenta e sete anos. Em vez de retornar à Noruega para viver com seus parentes, sua mãe preferiu manter a família na Grã-Bretanha para realizar o desejo de seu marido de que os filhos estudassem em escolas inglesas. Roald cursou a Escola da Catedral de Llandaff.
Aos oito anos, Roald e quatro de seus amigos foram golpeados com um bastão pelo diretor após colocarem um rato morto que encontraram em sua aula no colégio em um pote de doces numa loja local, castigo que a mãe de Roald considerou desmedido, retirando-o assim da escola.
Aos nove anos, Roald Dahl foi enviado para Saint Peter's School, um colégio particular na cidade costeira de Weston-super-Mare, onde permaneceu de 1923 até 1929. A partir dos treze anos, foi educado na Repton School, em Derbyshire, onde foi ajudante de prefeito, se converteu no capitão da equipe escolar de fives e desenvolveu seu interesse na fotografia. Durante seus anos em Repton, a fábrica de chocolates Cadbury enviava ocasionalmente caixas dos seus novos produtos à escola para que fossem provados pelos alunos. Dahl costumava sonhar em inventar uma nova barra de chocolate que seria o assombro do senhor Cadbury, o que o serviu como inspiração para escrever seu segundo livro para crianças, Charlie e a Fábrica de Chocolate.
Ao longo de sua infância e adolescência, passou suas férias de verão na Noruega. Sua infância é o tema de seu livro autobiográfico Boy: Tales of Childhood.

### Vida adulta
Depois de terminar o colégio, passou três semanas explorando Terra Nova com um grupo chamado Public Schools' Exploring Society. Em julho de 1934 passou a trabalhar na empresa petrolífera Royal Dutch Shell. Após dois anos de treinamento no Reino Unido, foi transferido para Dar-es-Salaam, Tanganica (atual Tanzânia). Junto com os outros dois únicos empregados da Shell em todo o território, viveu luxuosamente na Shell House, nos arredores de Dar-es-Salaam, com um cozinheiro e ajudantes pessoais. Subministrando combustível em Tanganica, enfrentou formigas e leões, entre outros perigos.
Em novembro de 1939 ingressou na Royal Air Force. Após uma viagem de automóvel de quase 1 000 km de Dar-es-Salaam até Nairóbi, foi aceito para o treinamento de voo com outros dezesseis homens, treze dos quais morreriam em combate aéreo mais tarde. Com sete horas e quarenta minutos de experiência em seu De Havilland Tiger Moth, começou a voar sozinho e apreciou a vida silvestre do Quênia durante seus voos. Continuou com o treinamento avançado em Habbaniya (80 km a oeste de Bagdá), Iraque. Após seis meses voando Hawker Harts, foi nomeado oficial e designado ao esquadrão número 80 da RAF, voando obsoletos Gloster Gladiators. Dahl se surpreendeu ao descobrir que não seria treinado em combate aéreo nem em como voar os Gloster Gladiators.
No dia 19 de setembro de 1940, Dahl voaria seu Gladiator de Abu Suweir, Egito, até Amiriya para recarregar combustível, e logo até Fouka, Líbia, para uma segunda carga. Daí voaria até a pista do esquadrão 80, 50 km ao sul de Mersah Matruh. No trecho final, não pôde encontrar a pista e, com pouco combustível e com a noite caindo, viu-se forçado a tentar uma aterrissagem no deserto. Infelizmente, o trem de aterrissagem golpeou uma rocha e o avião caiu. Roald fraturou o crânio, rompeu o nariz e ficou cego. Conseguiu se afastar do avião em chamas e desmaiou. Mais tarde, escreveu sobre seu acidente em seu primeiro trabalho escrito publicado. Numa investigação da RAF sobre o incidente, foi descoberto que o local que lhe foi indicado para voar estava completamente errado; ele tinha sido enviado a uma zona entre as forças britânicas e italianas.
Dahl foi resgatado e levado a um posto de primeiros auxílios em Mersah Matruh, onde recuperou a consciência (embora não a vista), e foi movido por trem para o hospital da Royal Navy em Alexandria. Ali se apaixonou por uma enfermeira, Mary Welland, que foi a primeira pessoa que enxergou ao recuperar a vista, após oito semanas de cegueira. Os doutores disseram que não havia nenhuma possibilidade de que voltasse a voar, mas, em fevereiro de 1941, cinco meses depois de entrar no hospital, recebeu alta e passou para missões de voo. Naquele momento, o esquadrão número 80 se encontrava em Elêusis, perto de Atenas, Grécia, combatendo junto à Força Expedicionária Britânica contra as forças do Eixo, sem esperanças de derrotá-los. Agora em um Hawker Hurricane, em abril de 1941 Dahl atravessou o Mar Mediterrâneo para finalmente unir-se a seu esquadrão na Grécia, seis meses depois de tornar-se membro.
Ali conheceu um cabo cínico que se perguntava quanto tempo sobreviveria o novo avião, acompanhado somente por catorze Hurricanes e quatro Bristol Blenheims em toda a Grécia, contra milhares de aviões inimigos. O líder do esquadrão tão pouco se mostrava entusiasmado por ter só um novo piloto. De todo modo, Roald se tornou amigo de David Coke, que, se não tivesse morrido mais tarde em combate, teria se convertido em Earl de Leicester.
Dahl teve sua primeira ação sobre Chalcis, onde Junker Ju 88s estavam bombardeando barcos. Só com seu Hurricane contra seis bombardeiros, conseguiu derrubar um. Escreveu sobre todos esses incidentes em seu livro autobiográfico Going solo.
Mais tarde prestou serviço na Síria, e logo trabalhou em inteligência. Terminou a guerra como Wing Commander (rank de quarto grau).
Começou a escrever em 1942, quando foi transferido para Washington, DC como Adido Militar Aéreo. Seu primeiro trabalho publicado, que apareceu na edição do Saturday Evening Post do dia 1 de agosto de 1942, foi um conto chamado Shot Down Over Lybia ("abatido na Líbia"), descrevendo seu acidente com o Gloster Gladiator. O título original em inglês era A piece of cake, mas foi mudado para efeito dramático, apesar de o acidente não ter tido nada a ver com a ação inimiga.

### Vida pós-guerra

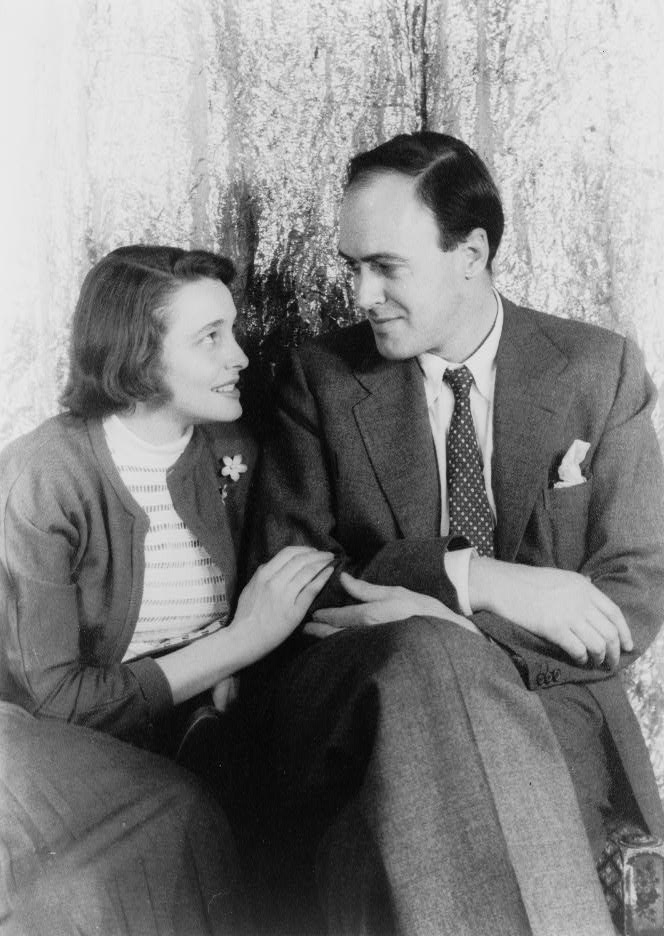
Patricia Neal e Roald Dahl

Dahl se casou com a atriz americana Patricia Neal no dia 2 de julho de 1953 na Trinity Church, em Nova Iorque. Seu casamento durou 30 anos e tiveram cinco filhos: Olivia (que morreu de sarampo e encefalite em 1962, aos sete anos), Tessa, Theo, Ophelia, e Lucy. Ele dedicou The BFG a Olivia após a morte dela, e posteriormente se tornou um defensor da imunização.
Aos quatro meses de idade, Theo Dahl ficou gravemente ferido quando seu carrinho de bebê foi atingido por um táxi em Nova Iorque. Durante um tempo, teve hidrocefalia, e como resultado seu pai se envolveu no desenvolvimento do que ficou conhecido como válvula de "Wade-Dahl-Till" (ou WDT), um dispositivo para aliviar a condição.
Em 1965, Neal teve três aneurismas cerebrais quando grávida da quinta criança do casal, Lucy; Dahl se encarregou de sua reabilitação e ela eventualmente reaprendeu a andar e falar. Eles se divorciaram em 1983 após um casamento turbulento, e ele em seguida casou com Felicity ("Liccy") d'Abreu Crosland (nascida em 12 de dezembro de 1938), 22 anos mais nova.
Ophelia Dahl é diretora e cofundadora (juntamente com o doutor Paul Farmer) de Partners in Health, uma organização sem fins lucrativos. Lucy Dahl é roteirista em Los Angeles. A filha de Tessa, Sophie Dahl (que foi a inspiração para Sophie, a protagonista do livro do avô The BFG) é modelo e escritora.

### Morte e legado

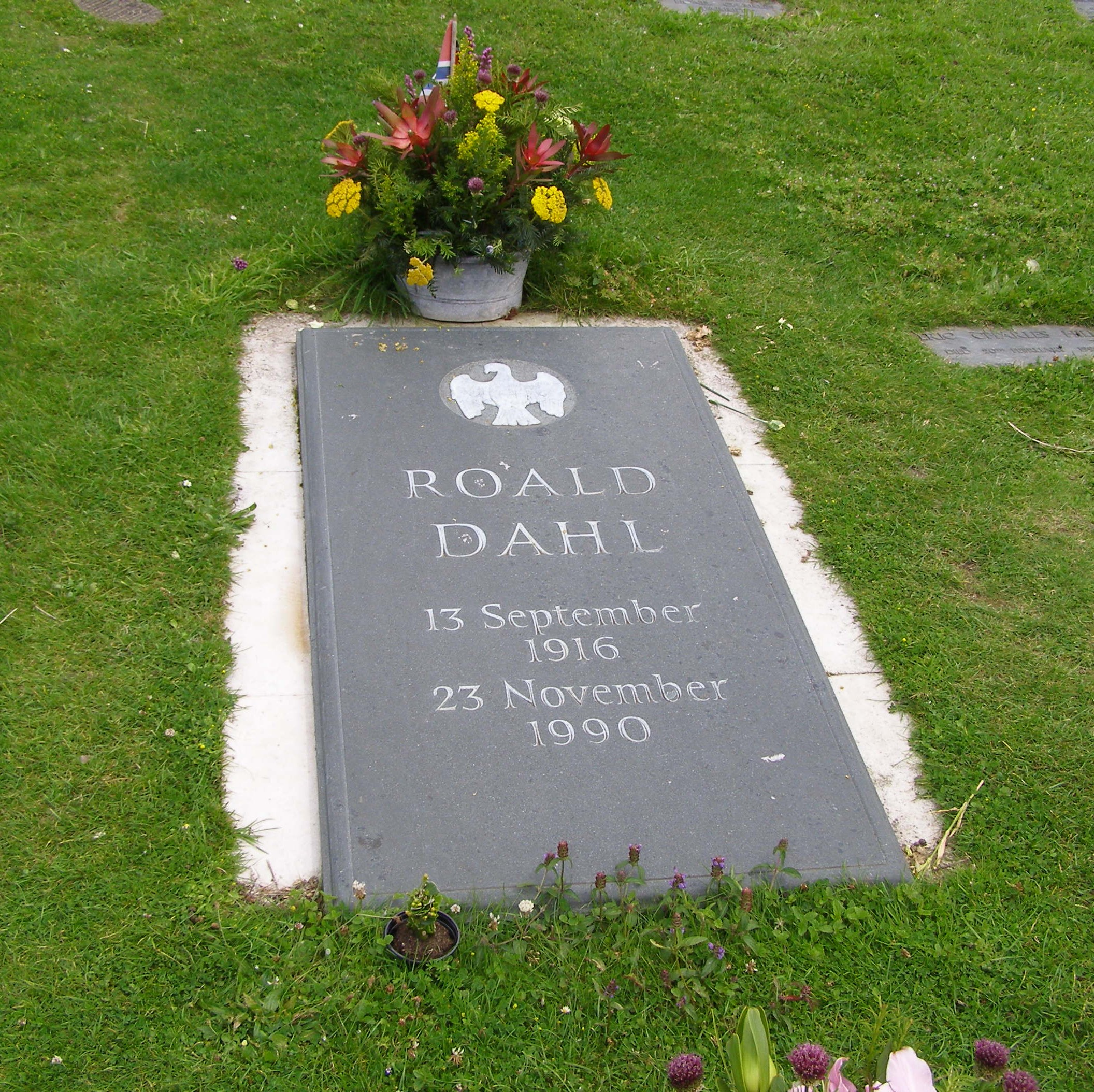
Túmulo de Dahl

Roald Dahl morreu em novembro de 1990, aos 74 anos, de uma doença sanguínea rara, Síndrome mielodisplásica, em sua casa, Gipsy House, em Great Missenden, Buckinghamshire, e foi enterrado no cemitério na igreja paroquial de São Pedro e Paulo. Em sua honra, a Roald Dahl Children's Gallery foi aberta num museu em Aylesbury.
Em 2002, uma praça de Cardiff foi rebatizada de "Roald Dahl Plass". "Plass" quer dizer "praça" em norueguês, em referência às raízes norueguesas do escritor. Também há pedidos populares de que se erga uma estátua permanente de Dahl na cidade.
As ações de caridade de Dahl nos campos da neurologia, hematologia e alfabetização foram continuadas pela viúva após a morte do autor, por meio da Roald Dahl Foundation. (Roald Dahl Foundation)
Em 2008, a organização de caridade do Reino Unido Booktrust e o autor premiado Michael Rosen inauguraram o The Roald Dahl Funny Prize, um prêmio anual para autores de ficção humorística infantil. (The Roald Dahl Funny Prize)

## Escrita
A pedido de Cecil Scott Forester, Dahl escreveu seu primeiro trabalho publicado, Shot Down Over Lybia, que foi comprado pelo Saturday Evening Post por mil dólares e impulsionou sua carreira de escritor.
Seu primeiro livro para crianças, "Os Gremlins", que se tratava de pequenas criaturas malvadas que faziam parte do folclore da RAF, foi publicado em 1943. O livro foi comissionado por Walt Disney para a produção de um filme, que nunca se realizou. Dahl continuou criando algumas das histórias infantis mais amadas do século XX, tais como A Fantástica Fábrica de Chocolate, Matilda e o Pêssego Gigante.
Paralelamente, teve uma carreira de sucesso como escritor de contos macabros para adultos, que recorrentemente tinham humor negro e finais surpreendentes. Muitos dos contos foram originalmente escritos para revistas dos Estados Unidos, como Ladies Home Journal, Harper's, Playboy e The New Yorker, e o autor em seguida os reuniu em antologias, recebendo aclamação mundial. Dahl escreveu mais de sessenta contos, que apareceram em numerosas coleções, algumas publicadas em forma de livro somente após sua morte.
Um dos seus contos para adultos mais famosos, The Smoker (também conhecido como "Man from the South"), foi filmado como um episódio de Alfred Hitchcock Presents, e também adaptado para o segmento de Quentin Tarantino do filme de 1995 Grande Hotel (Quatro Quartos em Portugal). Sua coleção de contos Tales of the Unexpected foi adaptada para uma série de TV homônima de sucesso.
Por um breve período nos anos 1960, Dahl escreveu roteiros, com relativamente pouco sucesso. Dois deles, o filme de James Bond You Only Live Twice e Chitty Chitty Bang Bang, foram adaptações de romances de Ian Fleming. Dahl também escreveu um esboço de adaptação para seu livro A Fantástica Fábrica de Chocolate, que foi reescrito por David Seltzer e usado no filme de 1971. Dahl mais tarde renegou o filme. O autor mais tarde recebeu crédito póstumo pelas letras das músicas na trilha sonora da versão de Tim Burton em 2005, já que várias das canções que Dahl escrevera para o livro foram usadas com a música de Danny Elfman.

## Controvérsias

### Antissemitismo
Em 1983 Dahl escreveu uma resenha de God Cried, de Tony Clifton's, um livro de fotos sobre a invasão israelita do Líbano em 1982 que retratava israelitas matando milhares de habitantes de Beirute, bombeando alvos civis. A resenha de Dahl dizia que aquela invasão foi quando "nós todos começamos a odiar Israel", e que o livro tornaria os leitores "violentamente anti-israelenses", mas subsequentemente insistiu: "Eu não sou antissemita. Sou anti-Israel." Dahl disse a uma repórter em 1983: "Há um traço no caráter judaico que de fato provoca animosidade… Quer dizer, tem sempre uma razão para anti-qualquer coisa aflorar em qualquer lugar; até um fedido como Hitler não implicava com eles simplesmente sem motivo".
Em 1990, Dahl afirmou em uma entrevista para o The Independent que "Eu certamente sou anti-israelense e me tornei anti-semita na medida em que você vê um judeu em outro país como a Inglaterra apoiando fortemente o sionismo". No mesmo ano, ao ser questionado pelo suas controvérsias antissemitas por um repórter judeu da The Jewish Chronicle ele respondeu, rispidamente: "Por que você está sendo tão persistente? Não é uma característica de sua raça judia ser rude, mas você certamente está sendo rude ... Eu sou um veterano em lidar com vocês, babacas.
Seu antissemitismo também era evidente em algumas de suas obras, no conto "Madame Rosette", a personagem de mesmo nome, é descrita como sendo "Uma velha judia síria imunda".
Em virtude de seu amplo histórico de declarações consideradas antissemitas, a Casa da Moeda decidiu não produzir uma moeda para comemorar o centenário do nascimento de Dahl porque ele foi considerado como sendo "Associado ao anti-semitismo e não considerado um autor da mais alta reputação".
A família de Roald Dahl pediu desculpas pelo antissemitismo de Dahl em 2020, em uma uma declaração no site oficial Roald Dahl, a declaração diz "A família Dahl e a Roald Dahl Story Company se desculpam profundamente pela dor duradoura e compreensível causada por algumas das declarações de Roald Dahl. Essas observações preconceituosas são incompreensíveis para nós e estão em marcante contraste com o homem conhecíamos e conhecíamos os valores que estão no cerne das histórias de Roald Dahl, que têm impactado positivamente os jovens por gerações. Esperamos que, assim como ele fez no seu melhor, no seu pior absoluto, Roald Dahl possa ajudar a nos lembrar do impacto duradouro de palavras".

### Racismo e polêmica com Eleanor Cameron
Em 1972, a também autora de livros infantis e crítica literária, Eleanor Cameron, publicou um artigo no The Horn Book fazendo uma reflexão sobre os clássicos da literatura infantil como Alice no País dos Maravilhas e sobre o que tornava um livro infantil bom, culturalmente enriquecedor e adequado para as crianças, em meio a sua reflexão ela acabou criticando o livro A Fantástica Fábrica de Chocolate,de autoria de Dahl, catalogando-o como sendo "Pobre, raso, insipido para as crianças e pouco sofisticado em termos literários" afirmando que "O que me oponho em Charlie é sua falsa apresentação da pobreza e seu falso humor, que se baseia em punição com nuances de sadismo". Cameron também criticou duramente os Oompa-Loompas, que foram retratados como escravos pigmeus africanos maltratados e seminus.
Dahl rebateu as críticas de Eleanor, em um artigo escrito para a mesma revista em 1973, onde catalogou as críticas dela como sendo "insensíveis" e "monstruosas" afirmando que ela "Ultrapassou as regras da crítica literária e começa a insinuar coisas desagradáveis sobre mim" e encerrou dizendo que ele acreditava ser um juiz melhor do que Eleanor, sobre quais histórias são boas ou não para as crianças, tendo em vista que ele tinha 5 filhos e ela não tinha nenhum. Dahl não respondeu as críticas feitas sobre as representações dos Oompa-Loompas, que foram tidas como carregadas de estereótipos racistas, mas na edição visual de 1973 os Oompa-loompas foram representados de forma mais simpática e menos controversa.

### Revisão das obras em 2023
As obras de Roald Dahl estão a ser revistas pela editora Puffin Books que sugere alterações. O objetivo é editar, cortar, alterar e acrescentar de acordo com as "sensibilidades contemporâneas", adaptando a linguagem em temas como o peso, a saúde mental, a violência, o género e a raça.
Por exemplo, no livro "Charlie e a Fábrica de Chocolate", "enormemente gordo" foi substituído por "enorme". Os Oompa Loopmpas deixam de ser "pequenos homens" e passam a ser "pequenas pessoas". Já no livro "O Fantástico Sr. Raposo", a palavra "preto" foi retirada da descrição dos terríveis tratores, que passaram a ser descritos como "monstros assassinos e brutais".
Esta decisão editorial tem causado muita polémica. Salman Rushdie, reagiu com irritação, considerando-a uma "censura absurda".

## Obras

### Literatura infantil
- The Gremlins (1943)
- James e o pêssego gigante - no original James and the Giant Peach (1961) – Filme: James and the Giant Peach (live-action/animated) (1996)
- A Fantástica Fábrica de Chocolate - no original Charlie and the Chocolate Factory (1964)[a] – Filmes: Willy Wonka & the Chocolate Factory (1971) e Charlie and the Chocolate Factory (2005)
- O Dedo Mágico - no original The Magic Finger (1 Junho de 1966) - Filme: The Magic Finger (animação)
- O Fantástico Sr. Raposo - no original Fantastic Mr Fox (9 de Dezembro de 1970) – Filme: Fantastic Mr. Fox (animação) (2009)
- Charlie e o Grande Elevador de Vidro - no original Charlie and the Great Glass Elevator (9 de Janeiro de 1972) – Sequela do Charlie and the Chocolate Factory[a]
- Danny, o Campeão do Mundo - no original Danny, the Champion of the World (30 de Outubro de 1975) – Filme: Danny the Champion of the World (filme de TV) (1989)
- O Crocodilo Enorme - no original The Enormous Crocodile (24 Agosto de 1978) - Filme: The Enormous Crocodile (animação)
- Os Pestes - no original The Twits (17 Dezembro de 1980)
- O Maravilhoso Remédio de Jorge - no original George's Marvellous Medicine (21 Maio 1981)
- O BGA: O Bom Gigante Amigo  - no original The BFG (14 Outubro de 1982) – Filmes: The BFG (animação) (1989), The BFG (2016)[8]
- As Bruxas - no original The Witches (27 Outubro 1983) – Filme: The Witches (1990)
- A Girafa, o Pelicano e Eu - no original The Giraffe and the Pelly and Me (26 Setembro 1985)
- Matilda - no original Mathilda (21 Abril 1988) – Filme: Matilda, a Espalha Brasas (1996)
- Agura Trat - no original Esio Trot (19 de Abril de 1989) – Filme: Roald Dahl's Esio Trot (2014)
- O Vigário de Mastigassílabas - no original The Vicar of Nibbleswicke (9 Maio 1990)
- Os Minpins - no original The Minpins (8 Agosto 1991)

### Poesia infantil
- Historinhas em versos perversos - no original Revolting Rhymes (10 de Junho de 1982)
- Dirty Beasts (25 October 1984)
- Rhyme Stew (21 September 1989)

### Contos
- Mrs.Bixby and The Colonel´s coat
- Over To You: Ten Stories of Flyers and Flying (1946)
- Someone Like You (1953)
- Lamb to the Slaughter (1953)
- Kiss Kiss (1960)
- Twenty-Nine Kisses from Roald Dahl (1969)
- A grande artimanha - no original Switch Bitch (1974)
- A Incrível História de Henry Sugar e outros contos - no original The Wonderful Story of Henry Sugar and Six More (1977)
- The Best of Roald Dahl (1978)
- Contos do imprevisto - no original Tales of the Unexpected (1979)
- More Tales of the Unexpected (1980)
- Roald Dahl's Book of Ghost Stories (1983). Editado com introdução por Dahl.
- The Roald Dahl Omnibus (Dorset Press, 1986)
- Two Fables (1986). "Princess and the Poacher" and "Princess Mammalia".
- Ah, Sweet Mystery of Life: The Country Stories of Roald Dahl (1989)
- The Collected Short Stories of Dahl (1991)
- The Roald Dahl Treasury (1997)
- The Great Automatic Grammatizator (1997). (Conhecido nos EUA como The Umbrella Man and Other Stories).
- Skin And Other Stories (2000)
- Roald Dahl: Collected Stories (2006)